# Batalla de Año Nuevo de 1968
La Batalla de Año Nuevo de 1968 fue un enfrentamiento armado ocurrido entre la 25.ª División de Infantería estadounidense y un regimiento del Ejército Popular de Vietnam del Norte, en el marco de la Guerra de Vietnam, y que comenzó en la noche del 1 de enero de 1968.

## Preludios
A fines de 1967, el Papa Pablo VI había declarado al 1 de enero como un día de paz, e instó a los estadounidenses y survietnamitas a que respetasen una tregua. En una declaración, el Viet Cong acordó observar un alto al fuego de 36 horas. Los estadounidenses habían estado patrullando la frontera entre Vietnam del Sur y Camboya, intentando hacer contacto con unidades del EVN o corredores de suministros que llegaban al sur a través de la Ruta Ho Chi Minh. Los estadounidenses habían montado un perímetro de dos compañías, y posicionado su artillería a 11 km de la frontera con Camboya, cerca del empalme entre las rutas 244 y 246, en la provincia de Tay Ninh.

## Desarrollo
En la noche del 1 de enero, seis horas antes de la expiración de la tregua, un regimiento de 2500 soldados del EVN y de la 9.ª División del Viet Cong atacó la posición estadounidense en tres oleadas y los norvietnamitas lograron infiltrarse en el perímetro. La primera oleada tuvo lugar hacia las 11:30 p. m., tras un ataque con morteros. Poco después de la medianoche, la guarnición lanzó su segunda oleada, y la tercera se movilizó a la 01:00 de la mañana del 2 de enero.
Los estadounidenses lograron repeler el ataque mediante respaldo aéreo y de artillería. Helicópteros de ataque y aviones AC-47 realizaron un total de 28 salidas en contra del EVN. Hacia las 05:15 a. m., los soldados comunistas escaparon hacia el sur y suroeste.
Treinta días después, el EVN y el Viet Cong pusieron en marcha la Ofensiva del Tet a lo largo de Vietnam del Sur.